# Michaël Guigou
Michaël Yves Robert Guigou (Apt, 28 gennaio 1982) è un ex pallamanista francese.

## Carriera
Ha vinto tre medaglie d'oro olimpiche nella pallamano con la nazionale maschile francese, trionfando alle Olimpiadi del 2008 tenutesi a Pechino, alle Olimpiadi del 2012 a Londra e alle Olimpiadi del 2020 a Tokyo, ottenendo l'argento alle Olimpiadi del 2016 a Rio de Janeiro e partecipando inoltre anche alle Olimpiadi del 2004.
Inoltre con la sua nazionale ha conquistato anche tre medaglie d'oro (2009, 2011 e 2015) e una di bronzo (2005) ai campionati mondiali e tre medaglie d'oro (2006, 2010 e 2014) ai campionati europei. Per quanto riguarda la sua attività di club, milita dal 1999 al 2019 nel Montpellier Agglomération Handball, per poi passare e chiudere la carriera all'USAM Nîmes.